# International League of Religious Socialists
International League of Religious Socialists (ILRS) är ett internationellt förbund för religiös socialism, som grundades 1921 i Schweiz och Tyskland. Historiskt var förbundet baserat i Europa, men under 1980- och 1990-talen utökades ILRS till att innefatta medlemmar och kontakter även i Nord- och Sydamerika, Australien och Afrika. Deras medlemsantal uppgår till 200 000 socialister med olika trosuppfattningar i socialistiska, socialdemokratiska, och arbetarpartier. Förbundets tidskrift Faith utkommer kvartalsvis.
Förbundets syfte är att verka för globalisering och mänskliga rättigheter, och motverka marginalisering, religiös fundamentalism, och att religionen används som ett verktyg för politisk konservatism. 
Styrdokumentet för deras demokratisyn antogs på förbundets kongress 2000. En viktig influens var den svenska statliga offentliga utredningen En uthållig demokrati! - Politik för folkstyrelse på 2000-talet (SOU 2000:1).

## Medlemsorganisationer
Bland medlemmarna kan nämnas svenska Socialdemokrater för tro och solidaritet. ILRS var samarbetspartner med Socialistinternationalen (SI) och dess medlemmar, men gick över till Progressiva Alliansen efter kritik om att medlemspartier i SI inte stod upp för demokratiska värderingar. ILRS är också medlemmar i den europeiska socialdemokratiska tankesmedjan Foundation for European Progressive Studies (FEPS).
- Ernest Burgmann Society (Australien)
- Bulgarian Religious Social Democrats (Bulgarien)
- Cristianos por la Liberacion (Costa Rica)
- Frente Nacional de Cultos (Dominikanska republiken)
- Kristillisten Sociolidemokraattinen Liitto (Finland)
- Bund der Religiösen Sozialistinnen und Sozialisten Deutschlands (Tyskland)
- Religious Socialist Section of the MSZP (Ungern)
- Cristiano Sociali (Italien)
- Latvian Christian Social Democratic Organisation (Lettland)
- Religious Social Democrats (Litauen)
- Trefpunt van Socialisme en Levensovertuiging (Nederländerna)
- Kristne Arbeidere (Norge)
- Contak (Filippinerna)
- Christians on the Left (Storbritannien)
- ANC Commission on Religious Affairs (Sydafrika)
- Norabideak/Cristianos en el PSOE (Baskien, Spanien)
- Satyodaya (Sri Lanka)
- Socialdemokrater för tro och solidaritet (Sverige)
- Religiös-Sozialistische Vereinigung der Deutschschweiz (Schweiz)
- Arbeitsgemeinschaft Christentum und Sozialdemokratie (Österrike)

## Ordförande
Förbundsordförande (president) för ILRS är sedan 2018 Maria Ángeles Sanz del Moral, Spanien. Tidigare förbundsordförande har bland annat varit Evert Svensson (1983–2003), Pär Axel Sahlberg (2003–2009) och Cecilia Dalman Eek (2009–2018).

## Kongresser i urval
- 1986 i Managua, Nicaragua
- 1997 i Helsingfors, Finland
- 2000 i Budapest, Ungern
- 2003 i Luzern, Schweiz
- 2006 i Oslo, Norge
- 2009 i Córdoba, Spanien
- 2012 i Stockholm, Sverige
- 2018 i Utrecht, Nederländerna